# Kodeńska Galeria portretów Sapieżyńskich
Kodeńska Galeria portretów Sapieżyńskich – wykonywana na zlecenie Jana Fryderyka Sapiehy od ok. 1709 r. po lata 30. i 40. XVIII w. galeria 76 płócien (do dziś zachowało się 72) przedstawiających męskich przedstawicieli dziewięciu pokoleń rodu Sapiehów, wraz z portretami wyimaginowanych przodków rodu, mających udowadniać pochodzenie od Giedymina. Prawdopodobnie obrazy wykonywali różni autorzy, gdyż zachowały się dokumenty, według których prace wykonywali następujący malarze: 
Johann Samuel Mock (lata 1730-33), Maciej Strużyński (1731 r.), Szymon Czechowicz (lata 1736-43), Augustyn Mirys (ok. 1740 r.), Adam Manyoki (1743 r.), Jan Benedykt Hoffmann mł. (lata 1743-44), Grzegorz Łodziński (1744-46), Maciej Sieziewicz (1746). Zachowały się także rachunki dla dwóch z nich: Strużyńskiego z 1731 (na 12 zł a sztuka portretu) oraz Łodzińskiego z 1745 (na 54 zł a sztuka portretu).
Galerię tych portretów Sapieha kazał umieścić w kościele w Kodniu, gdzie wszystkie obrazy umieszczono w jednej ramie. Ich ułożenie w tamtejszej świątyni znane jest dzięki rysunkowi całego tableau autorstwa Józefa Łoskiego wykonanemu w 1855 r.
Obrazy zaopatrzone w charakterystyczne dla czasów saskich epigramaty w sposób przesadny i w dużej części niezgodnie z faktami historycznymi nadają portretowanym Sapiehom urzędy, godności, ordery i zasługi, których nigdy nie dostąpili. W celu powiększenia chwały kodeńskiej gałęzi rodu w ciąg genealogiczny jest wprowadzony szum informacyjny (mylenie pokoleń i pokrewieństw) mający na celu przesunięcie na drzewie genealogicznym rodu do części kodeńskiej kanclerza Lwa Sapiehy, uważanego podówczas za najwybitniejszego jego przedstawiciela.
W wyniku zajęcia przez władze carskie kościoła w Kodniu, gdzie znajdowała się galeria po powstaniu styczniowym galeria została przeniesiona w 1875 do Krasiczyna, gdzie znajdowała się do 1939 r. W latach 1939–1952 była ukryta w pałacu biskupów krakowskich w Krakowie, po czym została zajęta przez Urząd Bezpieczeństwa i po pewnym czasie przekazana muzeum w Przemyślu. Zwrócona w 2003 r. rodzinie Sapiehów, do 2010 była na w Zamku Królewskim na Wawelu w Krakowie jako depozyt. W 2010 zakupiona przez Zamek Królewski na Wawelu jest w zbiorach tej instytucji.
Jest to jedna z najobszerniejszych galerii portretów z czasów Pierwszej Rzeczypospolitej. Jest też jednym z nielicznych autentycznych źródeł pełnego przeglądu szlacheckich ubiorów męskich z XVI-XVIII w.